# Vodafone
Vodafone Group, Ltd è un'azienda multinazionale di telefonia mobile e fissa inglese, con sede a Londra.
Ha partecipazioni in 25 paesi, in 16 dei quali opera con il proprio marchio. Grazie anche ad un accordo con l'operatore caraibico Digicel, nel 2007 i "Partner-Networks" di Vodafone, sono presenti in 75 paesi nel mondo.
A partire dal 31 marzo 2025, la società cambia denominazione e passa da Plc a Ltd a seguito dell'acquisizione del gruppo Three UK.

## Storia

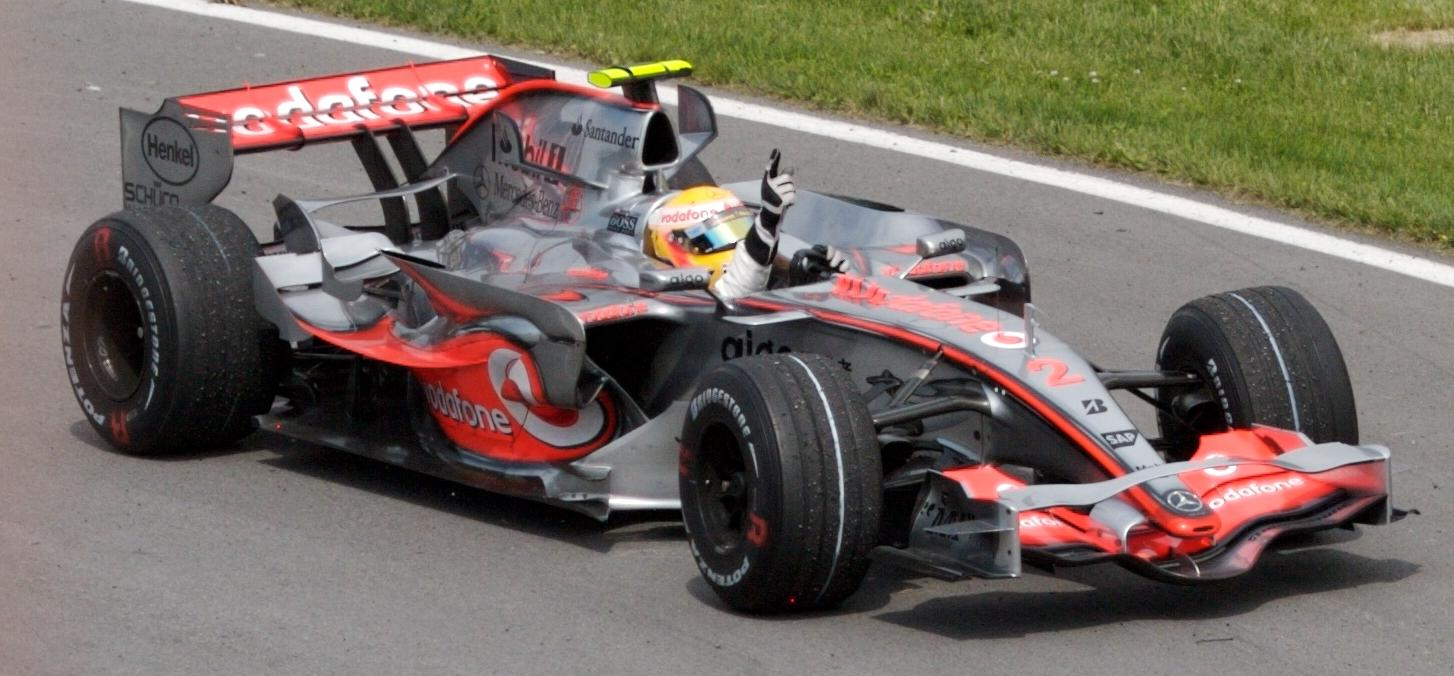
Lewis Hamilton sulla McLaren MP4-22 del 2007, marchiata vodafone.

Vodafone viene creata nel 1984 come sussidiaria della Racal Electronics con il nome di Racal Telecom.

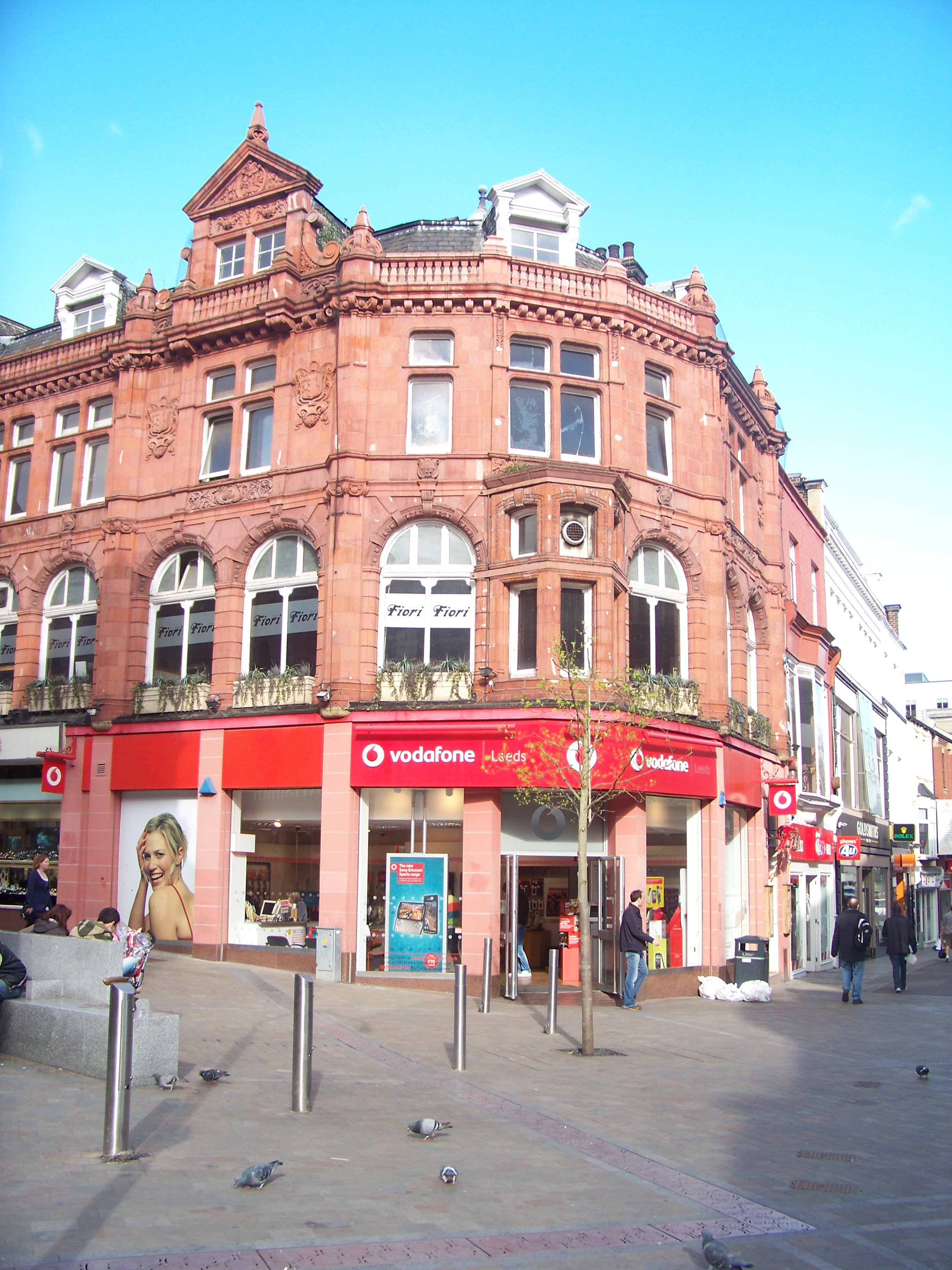
Vodafone, Leeds.

Nel settembre 1991 l'azienda si distacca totalmente dalla Racal Electronics e il suo nome cambia in Vodafone Group.
Il 30 giugno 1999 il gruppo inglese si fonde con l'americana AirTouch Communications dando vita a Vodafone AirTouch. Nel settembre dello stesso anno Vodafone AirTouch accetta di fondere i suoi servizi mobili negli Stati Uniti d'America con la Bell Atlantic, formando così la compagnia di telefonia mobile Verizon Wireless.
Il 12 aprile 2000 Vodafone AirTouch riceve dalla Commissione Europea l'autorizzazione ad acquisire l'azienda tedesca Mannesmann, acquisendo così il pieno controllo dell'operatore mobile D2; l'operazione comporta anche la vendita dell'azienda Orange a France Télécom. Il 28 luglio 2000 viene ripristinato il vecchio nome Vodafone Group.
Negli anni successivi il gruppo ha acquistato operatori mobili o partecipazioni in tutto il mondo, tra cui l'acquisto in Italia di Omnitel, divenuta poi Vodafone Italia, società nella quale Vodafone era inizialmente entrata attraverso l'acquisizione di Mannesmann e di cui ha preso il controllo assoluto nel 2013, dopo aver rilevato la quota del 23% del capitale facente capo al gruppo statunitense di comunicazioni Verizon, dopo aver a sua volta ceduto a quest'ultimo la quota del 45% detenuta nella joint venture Verizon Wireless, nell'ambito dell'operazione di riorganizzazione delle attività che ha portato il leader mediatico britannico all'uscita dal mercato americano.
Nel 2006 Vodafone, anche per far fronte ad alcune perdite, ha dismesso alcune sue attività e partecipazioni: in Giappone con Vodafone Giappone, in Svezia con Vodafone Svezia, in Belgio con Proximus e in Svizzera con Swisscom Mobile. Inoltre, pur non detenendovi alcuna partecipazione, ha concesso l'utilizzo del proprio marchio all'operatore partner in Islanda, ridenominato Og Vodafone ed in seguito, dal 5 ottobre 2006, divenuto Vodafone Islanda.
Il 6 ottobre 2007 Vodafone ha acquisito Tele2 Italia e Tele2 Spagna al costo di 775 milioni di euro. L'operazione è stata sottoposta al vaglio delle autorità di vigilanza competenti e si è conclusa positivamente il 3 dicembre 2007. Dopo l'acquisizione da parte di Vodafone Italia, Tele2 Italia ha mantenuto transitoriamente il marchio Tele2. Nello stesso anno diventa sponsor della Scuderia McLaren, in Formula 1, fino al 2013; in precedenza, era stata sponsor della Ferrari dal 2002 al 2006. Dal momento che, dopo questa operazione, Tele2 Italia non è più, in alcun modo, legata a Tele2, si è provveduto a cambiare il nome dell'operatore, che dal 1º gennaio 2010 è diventato TeleTu.
Il 31 dicembre 2016 nasce VodafoneZiggo, joint venture paritetica olandese tra Vodafone Group e Liberty Global.
Il 20 marzo 2017 Vodafone India, sussidiaria indiana di Vodafone, ha annunciato la fusione con la rivale Idea Cellular, creando così, con un fatturato annuale superiore ai 25 miliardi di Euro, il più grande operatore di telefonia mobile del mercato indiano, Vodafone Idea.
Il 9 maggio 2018 Vodafone ha annunciato di aver rilevato dal gruppo mediatico statunitense Liberty Global le attività di telecomunicazioni via cavo della sua controllata Unitymedia in Germania, Repubblica Ceca, Ungheria e Romania; l'acquisizione, dal valore di 18,4 miliardi di Euro, è la più grossa effettuata da Vodafone dopo quella avvenuta nel 2000, sempre in Germania, di Mannesmann. Poco dopo l'avvenuta operazione Vodafone-Liberty Global, Il 15 maggio 2018 Vittorio Colao, amministratore delegato della multinazionale britannica dei media dal 29 luglio 2008, comunica le sue dimissioni, divenute effettive in ottobre. Al suo posto è subentrato Nick Read, direttore finanziario della società, la cui carica è stata rilevata dall'italiana Margherita Della Valle.
Il 31 ottobre 2023 Vodafone annuncia l'uscita dal mercato spagnolo, vendendo l'attività al fondo britannico Zegona.
Il 15 marzo 2024 Swisscom acquista il 100% di Vodafone Italia per 8 miliardi di euro, con il closing che dovrebbe verificarsi nel primo trimestre del 2025, così da unirla alla controllata Fastweb. Come parte dell'accordo, Vodafone continuerà a fornire a Fastweb alcuni servizi, come la concessione del marchio, per un massimo di cinque anni. A Settembre 2024 l'Antitrust pubblica il provvedimento di avvio istruttoria e un'indagine. Swisscom ha reso noto che la Commissione UE ha dato il via libera all’acquisizione di Vodafone Italia, ai sensi del Regolamento relativo alle sovvenzioni estere (Foreign Subsidies Regulation). La transazione è stata approvata da AGCOM e AGCM, rispettivamente a novembre e a dicembre 2024.
Il 31 dicembre 2024 Swisscom, attraverso Fastweb, completa l'acquisizione di Vodafone Italia, dando vita a Fastweb + Vodafone.